# Comuna Natalivka, Novohrad-Volînskîi
Natalivka (în ucraineană Наталівська сільська рада) este o comună în raionul Novohrad-Volînskîi, regiunea Jîtomîr, Ucraina, formată din satele Natalivka (reședința) și Oleksandrivka.

## Demografie
Componența lingvistică a comunei Natalivka
     Ucraineană (96,76%)
     Rusă (2,76%)
     Alte limbi (0,21%)
Conform recensământului din 2001, majoritatea populației comunei Natalivka era vorbitoare de ucraineană (96,76%), existând în minoritate și vorbitori de rusă (2,76%).